# Slag bij Straat Makassar
De Slag bij Straat Makassar was een zeeslag tijdens de Tweede Wereldoorlog die deel uitmaakte van de Pacifische Oorlog. Een Amerikaans-Brits-Nederlands-Australische vloot, onder leiding van vice-admiraal Karel Doorman was onderweg om een Japanse invasievloot, met als bestemming Soerabaja te onderscheppen, toen het werd aangevallen door 36 Japanse Mitsubishi G4M en 24 Mitsubishi G3M vliegtuigen. Hierdoor moest de geallieerde vloot zich terugtrekken.

## Achtergrond
Eind januari 1942 hadden Japanse eenheden de noord- en westkust van Borneo en grote delen van de Molukken veroverd. Op de westkust van Borneo bezetten zij olieraffinaderijen, de havens van Balikpapan en Tarakan, en in Celebes waren de steden Menado en Kendari in Japanse handen gevallen. Om volledige controle op de Straat Makassar te krijgen moesten ook de steden Makassar en Banjarmasin worden ingenomen.
Op 1 februari kreeg het geallieerde commando een bericht van een spionagevliegtuig, dat luidde: in Balikpapan is een Japanse invasievloot van twintig troepen-transportschepen, drie kruisers, en tien torpedobootjagers zich aan het klaarmaken voor vertrek.
Op 2 februari kwamen luitenant-admiraal (admiral) Thomas C. Hart, vice-admiraal (vice admiral) Conrad Helfrich, schout-bij-nacht (rear admiral) William A. Glassford en commandeur (commodore)John Collins, samen in Palembang. Hellfrichs voorstel om een aanvalseenheid te vormen werd aangenomen. Deze werd de volgende dag gevormd onder schout-bij-nacht Karel Doorman, en begon de volgende dag met bevoorraden bij de Gili-eilanden, ten zuiden van Madura.
De ABDA-vloot bestond uit vier kruisers: Hr. Ms. De Ruyter (vlaggenschip), Hr. Ms. Tromp, USS Houston, en de USS Marblehead, onder begeleiding van zeven torpedobootjagers: Hr. Ms. Banckert, Hr. Ms. Piet Hein, Hr. Ms. Van Ghent, USS Barker, USS Bulmer, USS Edwards, en USS Stewart.

## De slag
In de vroege morgen van 3 februari werd de ABDA-vloot gespot door ongeveer dertig Japanse bommenwerpers die onderweg waren naar Soerabaja. Zeven van de bommenwerpers toonden speciale interesse in de vloot en bleven boven de schepen rondcirkelen. In eerste instantie verplaatsten de schepen zich naar dieper water, maar de vliegtuigen vertrokken zonder aan te vallen, de ABDA-vloot vervolgde zijn bevoorrading. Rond middernacht voeren de schepen naar Meinderts Droogte, bij het noordoostelijke punt van Java, het laatste schip arriveerde daar rond 5 uur op 4 februari. Om 9:30 uur ontvingen zij bericht dat verkenningsvliegtuigen uit Makassar de Japanners hadden zien vertrekken richting Soerabaja. Op de ochtend van 4 februari vertrok de ABDA-vloot richting Straat Makassar, op zoek naar de Japanse invasievloot, die volgens bericht de straat passeerde en die bestond uit drie kruisers, achttien torpedojagers en troepen-transportschepen, onder admiraal Takeo Takagi.
Om 9:49 uur was Doormans vloot ten zuiden van de Kangean-eilanden, Japanse bommenwerpers, vliegend in een V-formatie op een hoogte van ongeveer 5 km, werden gespot door marinepersoneel van de ABDA-vloot.
De vliegtuigen vielen de geallieerde vloot aan. Het eerste schip dat werd aangevallen was Marblehead, de eerste bommen landden zo'n 80 meter voor het schip, tijdens de tweede aanval kreeg de Marblehead echter twee directe treffers te verwerken, ook één bijna-treffer zorgde voor schade. De twee voltreffers doorboorden het bovendek, waarbij vijftien matrozen de dood vonden, ook vernietigde de treffers het besturingssysteem. Hierdoor kon de Marblehead nog slechts in cirkels doorvaren. De nipte misser zorgde voor een gat vlak bij de bodem van het schip van bijna een meter breed en drie meter lang. De volgende aanvallen op dit schip waren echter minder effectief.
De Houston ontweek de bommen aanvankelijk met succes, echter bij de laatste aanval trof een bom een van de geschuttorens van het schip. Hierbij sneuvelden 48 mariniers. Ook waren de kanonnen op het achterdek onbruikbaar geworden.
Na de voltreffer op de Houston en de Marblehead concentreerden de bommenwerpers zich op de De Ruyter. Deze had al vier aanvallen ontweken en slechts lichte schade opgelopen, ook door het effectieve gebruik van zijn 40 mm-boordgeschut.
Rond 13 uur gaf Doorman het bevel zijn schepen om terug westwaarts te keren en seinde Hart dat zonder steun van gevechtsvliegtuigen het onmogelijk zou zijn op te rukken naar Straat Makassar, door de aanhoudende dreiging van de bommenwerpers. Houston en Tromp waren al zuidwaarts gevaren door de Straat Alas en waren nu zuidelijk van de straat. Marblehead en de vijf Amerikaanse torpedobootjagers keerden zuidwaarts richting Straat Lombok, tot daar bleven De Ruyter en de Nederlandse torpedobootjagers bij de Marblehead. Beide Amerikaanse kruisers voeren naar Tjilatjap, om de schade te herstellen, en voor medische verzorging van de gewonden.

## Nasleep
Het Japanse luchtmachtpersoneel claimde drie kruisers tot zinken te hebben gebracht, de types kruiser waren echter niet aanwezig tijdens de aanval, en alleen de Marblehead en Houston hadden averij opgelopen.
In Tjilatjap transporteerden de Houston en Marblehead hun gewonden naar het ziekenhuis en begroeven hun doden. De Marblehead paste niet in de droogdok, maar het gat in de romp werd tijdelijk gerepareerd. Het schip vertrok naar de Verenigde Staten. De Houston kon na reparaties weer gebruikt worden voor operaties van de ABDA-vloot.
Het terugtrekken van de geallieerde vloot zorgde dat de Japanners nu de controle hadden over de Straat Makassar, en aldus hun grip op het westelijk deel van Nederlands Oost-Indië aanzienlijk versterkten.